# إميليو نافا
إميليو نافا (بالإنجليزية: Emilio Nava)‏ هو لاعب كرة مضرب أمريكي، ولد في 2 ديسمبر 2001.

## وصلات خارجية
- إميليو نافا على موقع رابطة محترفي التنس (الإنجليزية)
- إميليو نافا على موقع الاتحاد الدولي لكرة المضرب (الإنجليزية)
- إميليو نافا على موقع خلاصة التنس.كوم (الإنجليزية)
- إميليو نافا على موقع إي إس بي إن.كوم (الإنجليزية)